# Estany de les Fonts
Estany de les Fonts är en sjö i Andorra. Den ligger i parroquian Encamp, i den sydöstra delen av landet. Estany de les Fonts ligger 2 495 meter över havet. Den högsta punkten i närheten är 2 834 meter över havet, 1,0 kilometer söder om Estany de les Fonts.